# Alexa Glatch
Alexa Glatch (Newport Beach, 10 settembre 1989) è un'ex tennista statunitense.

## Biografia
Ha iniziato a giocare a tennis all'età di cinque anni. Ha dominato le competizioni junior negli Stati Uniti, vincendo il prestigioso titolo Easter Bowl nelle categorie Girls 14 e Girls 18. Ha vinto l'International Orange Bowl nella categoria Girls 16 nel 2004. Ha raggiunto il 5º posto nel World Junior Ranking nel 2005, avanzando nelle finali US Open Juniors sia nel singolo che nel doppio. Ha rappresentato gli USA in numerose gare internazionali, compreso la Junior Fed Cup.
È diventata professionista nel 2005 e nello stesso anno ha raggiunto le semifinali nel Forest Hills WTA Pro Tour Event, e inoltre il secondo turno del US Open Woman's Main Draw.
La Glatch è stata coinvolta in un incidente automobilistico nel novembre 2005, rimanendo ferita, con il polso destro e il gomito sinistro fratturati. Le occorsero otto mesi prima di tornare a giocare regolarmente a tennis. La sua classifica calò significativamente, ma in seguito ha recuperato sino ad a arrivare, il 17 novembre 2008, al 155º posto della classifica mondiale.
Nel 2007 ha vinto il Southlake USTA Pro Circuit ed ha raggiunto i quarti di finale del Washington D.C. USTA Pro Circuit event. È stata finalista nel doppio al French Open Grand Slam Junior, in coppia con la rumena Sorana Cîrstea.
Nel 2008 la Glatch ha avuto un anno impressionante: quarti di finale del Dothan USTA Pro Circuit event, finalista al Carson event, e campionessa nel singolo al Toronto e al Saguenay event. È stata una delle tre statunitensi a qualificarsi per il US Open Women's Main Draw. Ha vinto il titolo nel doppio al San Diego Pro Circuit tournament. Il suo ranking le ha consentito di partecipare alle gare del Grande Slams del 2009.
Il 31 maggio 2024 si è ritirata dal tennis professionistico.

## Grand Slam Junior

### Singolare

#### Sconfitte (1)
| Tornei del Grande Slam  |
| ----------------------- |
| Australian Open (0)     |
| Open di Francia (0)     |
| Torneo di Wimbledon (0) |
| US Open (1)             |

| N. | Data              | Torneo            | Superficie | Avversario in finale | Punteggio |
| 1. | 10 settembre 2005 | US Open, New York | Cemento    | Viktoryja Azaranka   | 3-6, 4-6  |

### Doppio

#### Sconfitte (2)
| Tornei del Grande Slam  |
| ----------------------- |
| Australian Open (0)     |
| Open di Francia (1)     |
| Torneo di Wimbledon (0) |
| US Open (1)             |

| N. | Data              | Torneo                  | Superficie  | Compagna       | Avversarie in finale                 | Punteggio   |
| 1. | 10 settembre 2005 | US Open, New York       | Cemento     | Vania King     | Nikola Franková Alisa Klejbanova     | 5-7, 6(3)-7 |
| 2. | 9 giugno 2007     | Open di Francia, Parigi | Terra rossa | Sorana Cîrstea | Ksenija Milevskaja Urszula Radwańska | 1-6, 4-6    |

## Risultati in progressione
| Sigla | Risultato               |
| ----- | ----------------------- |
| V     | Vincitore               |
| F     | Finalista               |
| SF    | Semifinalista           |
| O     | Oro olimpico            |
| A     | Argento olimpico        |
| SF    | Bronzo olimpico         |
| QF    | Quarti di Finale        |
| 4T    | Quarto turno            |
| 3T    | Terzo turno             |
| 2T    | Secondo turno           |
| 1T    | Primo turno             |
| RR    | Round Robin             |
| LQ    | Turno di qualificazione |
| A     | Assente                 |
| ND    | Non disputato           |

| Legenda superfici    |
| -------------------- |
| Cemento              |
| Terra battuta        |
| Erba                 |
| Superficie variabile |

### Singolare nei tornei del Grande Slam
| Torneo          | 2005 | 2006 | 2007 | 2008 | 2009 | 2010 | 2011 | 2012 | 2013 | 2014 | 2015 | V--S |
| --------------- | ---- | ---- | ---- | ---- | ---- | ---- | ---- | ---- | ---- | ---- | ---- | ---- |
| Australian Open | A    | A    | A    | A    | A    | A    | A    | A    | A    | A    | A    | 0-0  |
| Open di Francia | A    | A    | A    | A    | 2T   | A    | A    | 2T   | A    | A    | 1T   | 2-3  |
| Wimbledon       | A    | A    | A    | A    | 1T   | A    | 1T   | A    | 1T   | A    |      | 0-3  |
| US Open         | 2T   | 1T   | 1T   | 1T   | 1T   | A    | A    | A    | A    | A    |      | 1-5  |
| Totale          | 1-1  | 0-1  | 0-1  | 0-1  | 1-3  | 0-0  | 0-1  | 1-1  | 0-1  | 0-0  | 0-1  | 3-11 |

### Doppio nei tornei del Grande Slam
| Torneo          | 2005 | 2006 | 2007 | 2008 | 2009 | 2010 | 2011 | 2012 | 2013 | 2014 | 2015 | V--S |
| --------------- | ---- | ---- | ---- | ---- | ---- | ---- | ---- | ---- | ---- | ---- | ---- | ---- |
| Australian Open | A    | A    | A    | A    | A    | A    | A    | A    | A    | A    |      | 0-0  |
| Open di Francia | A    | A    | A    | A    | A    | A    | A    | A    | A    | A    |      | 0-0  |
| Wimbledon       | A    | A    | A    | A    | 1T   | A    | A    | A    | A    | A    |      | 0-1  |
| US Open         | 1T   | 1T   | 1T   | A    | 3T   | 2T   | 1T   | A    | A    | A    |      | 3-6  |
| Totale          | 0-1  | 0-1  | 0-1  | 0-0  | 2-2  | 1-1  | 0-1  | 0-0  | 0-0  | 0-0  | 0-0  | 3-7  |

### Doppio misto nei tornei del Grande Slam
| Torneo          | 2005 | 2006 | 2007 | 2008 | 2009 | 2010 | 2011 | 2012 | 2013 | 2014 |
| --------------- | ---- | ---- | ---- | ---- | ---- | ---- | ---- | ---- | ---- | ---- |
| Australian Open | A    | A    | A    | A    | A    | A    | A    | A    | A    | A    |
| Open di Francia | A    | A    | A    | A    | A    | A    | A    | A    | A    | A    |
| Wimbledon       | A    | A    | A    | A    | A    | A    | A    | A    | A    | A    |
| US Open         | A    | A    | 1T   | 1T   | A    | A    | A    | A    | A    | A    |